# Rio Ibicuí-Mirim
Rio Ibicuí-Mirim är ett vattendrag i Brasilien.   Det ligger i delstaten Rio Grande do Sul, i den södra delen av landet, 1 700 km söder om huvudstaden Brasília.
Trakten runt Rio Ibicuí-Mirim består i huvudsak av gräsmarker. Trakten runt Rio Ibicuí-Mirim är nära nog obefolkad, med mindre än två invånare per kvadratkilometer.